# Trichogramma kurosuae
Trichogramma kurosuae är en stekelart som beskrevs av Taylor, Yashiro, Hirose och Masaji Honda 2005. Trichogramma kurosuae ingår i släktet Trichogramma och familjen hårstrimsteklar. Inga underarter finns listade i Catalogue of Life.